# Brian Cookson
Brian Cookson, né le 22 juin 1951 dans le Lancashire, est un dirigeant du cyclisme anglais.
Il est président de l'Union cycliste internationale (UCI) entre septembre 2013 et septembre 2017, succédant à l'Irlandais Pat McQuaid. Peu après son élection, il annonce la création d'une commission d'enquête pour enquêter sur les problèmes auxquels le cyclisme sur route a été confronté, en particulier sur les scandales de dopage et l'implication éventuelle de l'UCI. Le rapport du CIRC est remis à l'UCI le 9 mars 2015. À la suite de ce rapport, l'UCI annonce de nouvelles mesures antidopage. Candidat à sa réélection le 21 septembre 2017, il est battu par le Français David Lappartient 37 voix contre 8.

## Biographie
Brian Cookson a dirigé pendant quinze ans British Cycling, la fédération britannique de cyclisme. À ce poste, il a notamment supervisé la création de l'équipe cycliste Sky en 2010. Il a également siégé au conseil d'administration de Tour Racing Limited, le propriétaire de la licence de Sky.